# الن تراولتا
الن تراولتا (به انگلیسی: Ellen Travolta) (زاده ۲۸ ژوئیهٔ ۱۹۴۶) بازیگر آمریکایی است.
او خواهر جان تراولتا، جوئی تراولتا، مارگارت تراولتا است.
از فیلم‌های معروف او می‌توان به بازی در مجموعه قاضی امیو چارلز مسئول اشاره کرد.